# Robert Dohme
Robert Dohme, född 17 juni 1845, död 8 november 1893, var en tysk konsthistoriker.
Dohme utbildades som teoretisk konstlärd och praktisk arkitekt och fick anställning som chef för Nationalgalleriet i Berlin och som direktör för de kungliga konstsamlingarna. Han skrev monografier om cisterciensernas byggnadskonst och om slottet i Berlin, redigerade de för sin tid värdefulla översiktsarbetena Kunst und Künstler des Mittelalters und der Neuzeit (6 band, 1875-80) och Kunst und Künstler der ersten Hälfte des 19. Jahrhunderts (2 band, 1885) samt utgav ett betydande verk om Barock- und Rococoarchitektur (3 band, 1884-92).